# Cozy城倉
Cozy城倉（日語：コージィ 城倉，1963年—），日本男性漫畫家、漫畫原作者。出身於長野縣。當初筆名「♡城倉」（《風雲小隊長》連載開始時未使用「♡」）。負責漫畫原作時筆名「森高夕次」。
代表作有《沙漠棒球隊》、《風雲小隊長》及，及擔當漫畫原作的《錢進球場》。

## 經歷
長野縣赤穗高等學校畢業。高中畢業之後，前往設計科系專門學校就讀2年。畢業後在平面設計公司上班，但因面臨公司經營不振產生危機意識，開始投入漫畫創作，25歲的時候獲得Spirits佳作。次年1989年以短篇「男女」出道，2018年目前在《Big Comic Superior》（小學館）雜誌上進行《Chaser》的連載。
2013年以其擔任原作的作品《錢進球場》與作畫足立刑事同獲第37屆講談社漫畫獎一般部門。

## 人物
- 本身是熱誠的東京養樂多燕子球迷[4]。高中時期加入過棒球社[5][6]（擔任捕手[6]）。
- 曾公開是以前擔任過電視節目《鶴光的黃金時間傳言（日语：鶴光の噂のゴールデンアワー）》助理、藝人田中美和子（日语：田中美和子）的粉絲，有一次偶然跟同樣被招待去神宮球場觀看球賽的田中相遇[7]。
- 他的漫畫作品於小學館（《少年Sunday》系）與講談社（《少年Magazine》系）這兩家出版社連載時都是同時進行。此外還有3部週刊作品都在同一時間進行連載、甚至一個月同時進行5部連載的經歷[8]。
- 擔任原作者用「森高夕次」這個筆名，說是受到梶原一騎別名「高森朝雄」的影響[5]。

## 作品列表
東立出版社代理中文版用粗體字表示，台灣東販代理用粗斜體字表示。

### 漫畫
- 沙漠棒球隊（日语：砂漠の野球部）
- U·G·
- 愛米
- 青春藍調（日语：ティーンズブルース）
- 風雲小隊長（日语：おれはキャプテン）
- 風雲小隊長 接招吧甲子園之章
- Grass Breath ※「城倉浩司」名義。
- Chaser（日语：チェイサー (漫画)）
- 六大
- 在Morning創作漫畫的你我（日语：モーニングを作った漫画たち）（《週刊Morning》連載）
- Play Ball 2（日语：プレイボール (漫画)）（原案：千葉亞喜生（日语：ちばあきお））

### 漫畫原作
- 把總理殺了（繪：阿萬和俊）
- 
- （繪：松島幸太朗）
- （繪：藤代健（Comic Bound（日语：コミックバウンド）版）、月子（《Big Comic Superior》版））
- 超級歌姬（日语：琴子の道）（繪：松山節二（日语：松山せいじ））
- 王牌神投手（日语：ストライプブルー）（繪：松島幸太朗）
- 錢進球場系列[9]（中文代理只代理5冊）
- 湯球（繪：木下由一）
- 江川與西本（日语：江川と西本）（繪：星野泰視）
- （繪：荒木光）

### 漫畫構成
- 天才黃金腦 ～最後的謎題（原作：矢立肇、繪：上野春生）

## 備註
他之前在《週刊少年Champion》（秋田書店）2007年第34號，以「森高夕次」名義發表插圖。
自身擔當原作《錢進球場》改編電視動畫版第2期決定製作之後，一樣以森高夕次名義作為ED動畫分鏡一職參與。

## 助手
- 小林拓己（日语：小林拓己）